# Єрошевич Петро Костянтинович
Петро Костянтинович Єрошевич (4 липня 1870 — 1945) — генерал-поручник Армії УНР.

## Життєпис
Народився на Катеринославщині. Закінчив Петровський Полтавський кадетський корпус, 3-тє військове Олександрівське училище, Михайлівське артилерійське училище (1891), служив у 5-й резервній артилерійській бригаді. Закінчив Миколаївську академію Генерального штабу за 1-м розрядом (1898). З 15 лютого 1900 р. — обер-офіцер для доручень штабу Приамурської військової округи, брав участь у Китайському поході 1900–1901 рр.
З 20 квітня 1901 р — штаб-офіцер для доручень штабу 2-го Сибірського армійського корпусу, на цій посаді брав участь у Російсько-японській війні. З 6 грудня 1901 р. — підполковник. З 3 грудня 1904 р — начальник штабу 79-ї піхотної дивізії. З 7 серпня 1906 р. — начальник штабу 17-ї піхотної дивізії. З 6 грудня 1906 р — полковник. З 2 березня 1909 р. — штаб-офіцер для доручень штабу 48-ї піхотної резервної бригади. З 1 серпня 1910 р. — начальник штабу 43-ї піхотної дивізії.
З 12 січня 1912 р. — командир 4-го стрілецького полку, на чолі якого брав участь у Першій світовій війні. Нагороджений Георгіївською зброєю (7 листопада 1914 р. за бій 17 серпня 1914 р.). З 8 лютого 1915 р. — генерал-майор, начальник штабу VI Сибірського корпусу. З 29 квітня 1917 р. — у резерві чинів Петроградської військової округи. З 27 липня 1917 р. — начальник штабу 12-ї піхотної дивізії. З 23 жовтня 1917 р. — начальник 12-ї піхотної дивізії, за сумісництвом виконував обов'язки начальника ХІ-го армійського корпусу.
У грудні 1917 р. українізував 12-ту піхотну дивізію та незабаром передав її у розпорядження Центральної Ради. З кінця квітня 1918 р. начальник 2-го Подільського корпусу Армії УНР, згодом — Армії Української Держави. 7 листопада 1918 р. був підвищений Військовою офіцією до звання генерал-значкового. З наказу Директорії був заарештований 22 грудня 1918 р., однак звільнений за кілька днів. У лютому—березні 1919 р. — командувач 1-го Волинського корпусу Дієвої армії УНР. У квітні 1919 р. — командувач 9-го дієвого корпусу Дієвої армії УНР. З 3 травня 1919 р. — начальник залоги Рівного. З 2 червня 1919 р. до початку жовтня 1919 р. — начальник 1-ї Північної дивізії Дієвої армії УНР. З 23 жовтня 1919 р. — начальник оборони Могилева-Подільського.
11 листопада 1919 р. у Могилеві-Подільському потрапив у полон до білих. 16 листопада 1919 р. був відправлений до Одеси, згодом — до Севастополя і Катеринодару. У лютому 1920 р. повернувся до Севастополя.
У середині травня 1920 р. разом з 67 старшинами та урядовцями-українцями виїхав із Криму через Балкани до Армії УНР. 7 жовтня 1920 р. прибув у розпорядження Військового міністерства УНР. З 16 жовтня 1920 р. — начальник Тилу Армії УНР. З 3 листопада 1921 р. — т. в. о. Військового міністра та командарма Армії УНР. 14 листопада 1921 р. обійняв посаду начальника Тилу Армії УНР.
Радянські емісари прибули у травні 1922 в табір у Каліші для офіційного оголошення амністії охочим повернутися додому; а щоб генерал-поручник Єрошевич не заважав, то його арештували. Після низки протестів Загродського звільнений. З 1923 р. жив на еміграції у Каліші.
Навесні 1945 р. був схоплений у Каліші органами НКВС. Подальша доля невідома. Згідно останніх даних загинув у Лук'янівській в'язниці в тому ж році.

## Видання
- Єрошевич П. Спогади з часів гетьмана Павла Скоропадського на Україні і повстання народу українського проти влади гетьмана і німців-окупантів. — Каліш : Чорномор, 1929. — 35 с.